# Solms (tysk adelsslægt)
Solms er tysk adelsslægt fra den nuværende delstat Hessen. Slægten har forgreninger i de nuværende delstater Rheinland-Pfalz (den preussiske Rhinprovins) og Baden-Württemberg.
Slægten Solms er kendt fra 1129. Den første greve blev udnævnt i 1223, og den første rigsfyrste blev udnævnt i 1742. Slægten er delt i mange grene.
I 1500-tallet flyttede medlemmer af slægten til Lausitz ved floden Lausitzer Neiße. Her havde slægten Solms besiddelser frem til den sovjetiske militæradministrations østtyske jordreform i 1945 – 1946.
I begyndelsen af 1600-tallet flyttede medlemmer af slægten til Sachsen. De erhvervede Herskabet Wildenfels i 1602. Solms-Wildenfels måtte afstå sin suverænitet til Kursachsen i 1706. Wildenfels havde indre selvstyre frem til 1856, hvor området blev indlemmet i Sachsen. Sachsens forfatning af 1. november 1920 ophævede Wildenfels særlige rettigheder. Greverne af Solms-Wildenfels beholdt slottet Wildenfels og andre besiddelser frem til den sovjetiske militæradministrations østtyske jordreform i 1945 – 1946. Fra 1831 til 1918 havde greverne af Solms-Wildenfels en arvelig plads i Sachsens landdag.

## Grevskaber i Hessen
I Hessen regerede slægten Solm i en række små stater (rigsgrevskaber). Ved den westfalske fred i 1648 blev disse grevskaber suveræne lande. Nogle af grevskaberne blev senere til fyrstendømmer.
I 1806 blev de små grevskaber og fyrstendømmer indlemmede i Rhinforbundet. Det var nu slut med suveræniteten, men nogle af de tidligere stater havde et begrænset indre selvstyre frem til 1848.
I 1815 anerkendte Det tyske forbund greverne og fyrsterne fra Hessen som mediatiserede standsherrer. Det tyske forbund opfordre de tyske stater til at oprette stænderforsamlinger, og forbundet garanterede standsherrerne arvelige pladser i stænderforsamlingernes førstekamre.

## Standsherskaber i Niederlausitz
Solms-Baruth og Solms-Sonnenwalde ligger i sorbisk prægede Lausitz, der mellem 1367 og 1526 hørte til den bøhmenske krone. I 1815 afstod Sachsen området til Preussen.
Bøhmens konger, Sachsens kurfyrster og Preussens konger har gennem århundreder anerkendt greverne af Baruth og Sonnenwalde (og senere også fyrsterne af Baruth) som standsherrer. Derimod har Det tyske forbund aldrig anerkendt greverne af Baruth og Sonnenwalde som standsherrer. 
Fra 1823 havde hver af overhovederne for de to slægter en personlig stemme (en virilstemme) i provinslanddagen for Brandenburg og grevskabet Niederlausitz.
Fra 1854 havde hver af overhovederne for de to slægter også en personlig stemme i det preussiske overhus.

## Mediatiserede standsherrer fra Hessen

### Solms-Braunfels
Wilhelm Christian Karl zu Solms-Braunfels (1759 – 1837) var suveræn fyrste af Solms-Braunfels i 1783 – 1807, fra 1820 var fyrst Wilhelm medlem af af førstekammet i Storhertugdømmet Hessens stænderforsamling.
Ferdinand zu Solms-Braunfels (1797 – 1873), fyrste Ferdinand fik ret til at indtræde i det preussiske overhus i 1854, men han benyttede sig ikke af denne ret, derimod var han medlem af württembergske stænderforsamling i flere omgange mellem 1819 og 1873.
Ernst zu Solms-Braunfels, fyrst Ernst fik ret til at indtræde i det preussiske overhus i 1873, men han benyttede sig ikke af denne ret.
Fyrste Georg zu Solms-Braunfels, medlem af det preussiske overhus i 1882 – 1891 og af førstekammet i Storhertugdømmet Hessens stænderforsamling.
Fyrste Georg Friedrich zu Solms-Braunfels (1890 – 1970) var kortvarigt medlem af det preussiske overhus under 1. verdenskrig.

### Solms-Hohensolms-Lich
Fyrste Ludwig zu Solms-Hohensolms-Lich var medlem af Erfurter Unionsparlament (1850) og af den nordtyske rigsdag (1867 – 1868), fra 1861 var fyrst Ludwig også medlem af det preussiske overhus. I 1856 – 1861 var han præsident for førstekammet i Storhertugdømmet Hessens stænderforsamling. Fra 1837 havde han høje poster i Preussen.
Fyrste Hermann zu Solms-Hohensolms-Lich, medlem af det preussiske overhus i 1881 – 1899, af provinslanddagen i Rhinprovinsen og af førstekammet i Storhertugdømmet Hessens stænderforsamling.
Fyrste Karl zu Solms-Hohensolms-Lich, medlem af det preussiske overhus i 1901 – 1918. Han var vicepræsident for førstekammet i Storhertugdømmet Hessens stænderforsamling i 1908 – 1914 og præsident i 1914 – 1918.

### Solms-Rödelheim
Greve Maximilian zu Solms-Rödelheim, grev Maximilian var medlem af det preussiske overhus i 1867 – 1892 og af førstekammet i Storhertugdømmet Hessens stænderforsamling.
Greve Karl Franz zu Solms-Rödelheim, grev Karl Franz var medlem af det preussiske overhus i 1894 – 1918.

## Grever og fyrster fra Niederlausitz

### Solms-Baruth
Greve Friedrich zu Solms-Baruth var medlem af det preussiske overhus i 1855 – 1879.
Greve, senere fyrste Friedrich I zu Solms-Baruth, grev Friedrich var medlem af den nordtyske rigsdag (1867 – 1871). Den preussiske konge Frederik 3. (99 dages kejseren) udnævnte Friedrich af Solms-Baruth til fyrste i 1888. Fyrst Friedrich var medlem af det preussiske overhus i 1870 – 1904. 
Fyrste Friedrich II zu Solms-Baruth, fyrst Friedrich var kansler for Den sorte ørns orden, der var Preussens højeste ridderorden. Han var medlem af det preussiske overhus i 1905 – 1918.
Fyrste Friedrich III zu Solms-Baruth var en tysk antinazist, Friedrich nåede ikke at blive medlem af det preussiske overhus, da det blev afskaffet to år, før hans far døde.
I 1944 deltog Friedrich zu Solms-Baruth i planlægningen af 20. juli-attentatet mod Hitler. Dagen efter kupforsøget blev Friedrich fængslet. På trods af Gestapos tortur lykkedes det ikke at fremskaffe beviser, og han kom ikke for folkedomstolen. Alligevel beslagde NSDAP hans ejendomme.  Stærkt afkræftet blev han løsladt, og han søgte han tilflugt hos sin svoger (Frederik 2. af Lyksborg) på godset Grønholt.
Så snart det blev muligt, udvandrede han til det senere Namibia, hvor han tilbragte sine sidste år.
Friedrich blev gift med Adelheid Louise af Lyksborg (1889–1964) den 1. august 1914 (dvs. samme dag som kejser Wilhelm 2. af Tyskland erklærede Rusland krig, og  1. verdenskrig brød ud).

### Solms-Sonnenwalde eller Solms-Sonnewalde
Medlemmer af det preussiske overhus fra slægten Solms-Sonnenwalde:
Greve Wilhelm zu Solms-Sonnenwalde (1787–1859), medlem af preussiske overhus i 1854 – 1859. 
Greve Alfred zu Solms-Sonnenwalde (1810–1870), medlem af preussiske overhus i 1861 – 1870.
Greve Theodor zu Solms-Sonnenwalde (1814–1890), medlem af preussiske overhus i 1871 – 1890.
Greve Peter zu Solms-Sonnenwalde (1840–1922), medlem af preussiske overhus i 1891 – 1918.

## Prinsesser og grevinder af Solms
Grevinde Agnes af Solms-Laubach (1578 – 1602), gift med landgreve Moritz den Lærde af Hessen-Kassel (1572 – 1632), de blev forældre til Vilhelm 5. af Hessen-Kassel. 
Amalie zu Solms-Braunfels (1602 – 1675), gift med statholder Frederik Henrik af Oranien (1584 – 1647), de blev forældre til den hollandske statholder Vilhelm 2. af Oranien og bedsteforældre til kong Vilhelm 3. af England og kong Frederik 1. af Preussen.
Grevinde Marie Sophie Wilhelmine af  Solms-Laubach (1721–1793),  gift 1741 med den danske general Carl Christian Erdmann af Württemberg-Oels (1716–1792), parret på boede på Frydenlund ved Vedbæk.
Eleonore af Solms-Hohensolms-Lich (1871 – 1937) gift med regerende storhertug Ernst Ludwig af Hessen (1868 – 1937).
Grevinde Monika af Solms-Laubach (1929 – 4. juni 2015), gift med Braunschweigs sidste tronfølger (arveprins) Ernst August 4. af Hannover (1914 – 1987), Ernst August var bror til dronning Frederikke af Grækenland.
Grevinde Maria af Solms-Laubach (født 1968),  gift med Stephan Leopold, prins af Lippe (født 1959)